# Veuillez rendre l’âme (à qui elle appartient)
Veuillez rendre l’âme (à qui elle appartient) (deutsch: Möchten Sie bitte die Seele zurückgeben (an denjenigen, dem sie gehört)) ist das zweite Studioalbum der französischen Rockband Noir Désir. Das 1989 erschienene Album mit seinen melancholischen, elaborierten Texten, machte Noir Désir einem größeren Publikum bekannt, nicht zuletzt dank des Titels Aux sombres héros de l’amer.

## Titelliste
1. À l'arrière des taxis 3:10
2. Aux sombres héros de l’amer 2:58
3. Le Fleuve 3:48
4. What I Need 3:24
5. Apprends à dormir 3:02
6. Sweet Mary 2:01
7. La Chaleur 3:39
8. Les Écorchés 4:09
9. Joey I 3:00
10. Joey II 2:27
11. The Wound 4:35

## Entstehung
Das Album wurde Ende 1988 in den IP Studios in Brüssel aufgenommen. Produziert wurde es von dem Briten Ian Broudie, der schon mit Echo and the Bunnymen zusammengearbeitet hatte. Sein extremer Perfektionismus führte während der Arbeit am Album zu heftigen Auseinandersetzungen zwischen ihm und dem Schlagzeuger der Band, Denis Barthe. Dieses Album ist als das erste wirkliche Album der Gruppe anzusehen, da der Vorgänger Où veux-tu qu’je r’garde ? nicht mehr als sechs Titel beinhaltete.
Die allgemeine Stimmung des Albums ist eher schwerblütig, wobei ruhige Titel (Le Fleuve, Sweet Mary, Joey, The Wound) und energetische Titel (À l’arrière des taxis, What I Need, La Chaleur, Les Écorchés) gleichmäßig verteilt sind. Die Texte sind sehr poetisch und geradezu literarisch. Das Interesse Bertrand Cantats für die Poesie wird in den Texten sehr deutlich, zum Beispiel durch die Erwähnung des russischen Dichters Wladimir Majakowski und dessen großer Liebe Lilja Brik in À l’arrière des taxis, oder Lautréamonts in Les Écorchés. Der Violinist François Boirie nahm an den Aufnahmen der Lieder Le Fleuve, What I Need und The Wound teil.
Die Single Aux sombres héros de l’amer erreichte Platz 31 in den französischen Singlecharts und trug maßgeblich zur wachsenden Bekanntheit Noir Désirsbei, was die Gruppe sehr beunruhigte, da das Lied nicht charakteristisch für das Album ist. Außerdem hatten die Mitglieder der Band die Befürchtung, dass das Lied als Seefahrerlied missverstanden wird, wobei es tatsächlich als Parabel für den Weg, den ein Mensch im Leben zu gehen hat, gedacht war. Daher entschloss sich die Gruppe daraufhin, das Lied auf öffentlichen Auftritten nicht weiter zu spielen.

## Erfolg des Albums
Das Album blieb 21 Wochen in den französischen Albumcharts, wo es bis zu Platz 20 aufstieg. Es wurde mit einer goldenen Schallplatte ausgezeichnet.
Im Februar des Jahres 2010 erklärte die französische Ausgabe der Musikzeitschrift Rolling Stone das Album zum zehntbesten französischen Rockalbum. Anthony Triaureau von Music Story, welcher dem Album 4,5 von 5 möglichen Sternen gab, sagte die in dem Album aufgegriffenen Themen beeindrucken durch ihre Melancholie, wobei die Texte sehr poetisch und weit von politischer Kritik entfernt sind. Das Album sei des Weiteren eine feine Mischung aus melodischer Finesse und der Herbheit des Rock.
Für die französische Website Forces parallèles, welche dem Album 4 von 5 Sternen verleiht, unterteilt sich das Album in „wilde, rockige Lieder einerseits und Stücke, welche durch ihre Schönheit verblüffen andererseits“. Außerdem zeichne es sich durch eine sehr düstere Stimmung aus, welche in einer Art präsentiert wird, dass man nicht anders kann als die dargestellten Situationen, die Gefühle des Schmerzes, des Hasses und der Trauer zu bewundern.
Alex Garcia von Allmusic gibt dem Album 4,5 von 5 Sternen und sagt, dass dies gleichzeitig das wohl (bis dahin) beste und merkwürdigste Album Noir Désirs ist, welches viele verschiedene Genres vereint. Es habe hektische Stücke, eindringliche Melodien und Texte sowie Ausbrüche enormer Energie.
Im Mai 1989 erhielt Gruppe für dieses Album den Bus d'acier.

## Chartplatzierungen
| Frankreich | Belgien | Schweiz | Italien |
| ---------- | ------- | ------- | ------- |
| 20         | 33      | –       | –       |